# Linsey Dawn McKenzie
Linsey Dawn McKenzie (1978. augusztus 7. –) angol pornószínésznő.
Linsey Dawn McKenzie Wallingtonban született. Egy középvagyonos családban nőtt fel. Sikeres topless lett belőle már 16 évesen. A The Daily Sport, The Sun, The Daily Star c. lapokban jelentek meg képei.

## Válogatott filmográfia
| - Linsey's World (2005) (V) - Mammary Lane #2 (2005) (V) - Linsey Dawn McKenzie: Maximum Insertion (2004) (V) - Mammary Lane (2004) (V) - The Best of Bosom Buddies 2 (2003) (V) - Bosom Buddies 5 (2002) (V) - Double D: Linzi Nude (2002) (V) (as Linzi Dawn McKenzie) - Whitehouse: The Sex Video (2002) (V) - Arthurs Amazing Things (2002) - The Best of Chloe Vevrier: A Decade of Enchantment (2001) (V) - The Best of Linsey (2001) (V) - A Day with Linsey (2001) (V) | - Linsey and Sammy and Louise (2001) (V) - Ultimate Linsey (2001) (V) - Boob Cruise 2000 (2000) (V) - Fantasy Collection 4 (2000) (V) - Linsey's Lezzie Seduction (2000) (V) - Naked Striptease Sextravaganza (1999) (V) - Boob Cruise Babes Volume 3 (1999) (V) - Teenage Sex Stars (1999) (V) - Boob Cruise '98 (1998) (V) - Sammie by the Sea (1998) (V) - Ben Dover Does the Boob Cruise (1997) (V) - Boob Cruise '97 (1997) (V) |